# Lliga gambiana de futbol
La Lliga gambiana de futbol (també coneguda com a GFA League First Division) és la màxima competició futbolística a Gàmbia.

## Historial
Font:

### Abans de la independència
- 1940-52: desconegut
- 1952-53:  Gambia United
- 1953-54:  Augustinians
- 1954-55:  White Phantoms
- 1955-56:  UAC
- 1956-57:  Rainbow
- 1957-58:  White Phantoms
- 1958-59:  White Phantoms
- 1959-60:  White Phantoms
- 1960-61:  White Phantoms
- 1961-62:  White Phantoms
- 1962-63:  White Phantoms
- 1963-64:  White Phantoms
- 1964-65:  White Phantoms

### Després de la independència
- 1965-66:  Augustinians (1)
- 1966-67:  Augustinians (2)
- 1967-68:  Adonis (1)
- 1968-69:  White Phantoms (1)
- 1969-70:  Wallidan (1)
- 1970-71:  Wallidan (2)
- 1971-72:  Real de Banjul (1)
- 1972-73:  Adonis (2)
- 1973-74:  Real de Banjul (2)
- 1974-75:  Real de Banjul (3)
- 1975-76:  Wallidan (3)
- 1976-77:  Wallidan (4)
- 1977-78:  Real de Banjul (4)
- 1978-79:  Wallidan (5)
- 1979-80:  Starlight Banjul (1)
- 1980-81:  Wallidan (6)
- 1981-82:  Wallidan (7)
- 1982-83:  Real de Banjul (5)
- 1983-84:  Gambia Ports Authority (1)
- 1984-85:  Wallidan (8)
- 1985-86:  Gambia Ports Authority (2)
- 1986-87:  Augustinians (3)
- 1987-88:  Wallidan (9)
- 1988-89: No finalitzà
- 1989-90: No es disputà
- 1990-91: No finalitzà
- 1991-92:  Wallidan (10)
- 1992-93:  Hawks (1)
- 1993-94:  Real de Banjul (6)
- 1994-95:  Wallidan (11)
- 1995-96:  Hawks (2)
- 1996-97:  Real de Banjul (7)
- 1997-98:  Real de Banjul (8)
- 1998-99:  Gambia Ports Authority (3)
- 1999-00:  Real de Banjul (9)
- 2000-01:  Wallidan (12)
- 2001-02:  Wallidan (13)
- 2002-03:  Armed Forces (1)
- 2003-04:  Wallidan (14)
- 2005:  Wallidan (15)
- 2006:  Gambia Ports Authority (4)
- 2007:  Real de Banjul (10)
- 2008:  Wallidan (16)
- 2009:  Armed Forces (2)
- 2010:  Gambia Ports Authority (5)
- 2011:  Brikama United (1)
- 2012:  Real de Banjul (11)
- 2013:  Steve Biko (1)
- 2014:  Real de Banjul (12)
- 2014-15:  GAMTEL (1)
- 2015-16:  Gambia Ports Authority (6)
- 2016-17:  Armed Forces (3)
- 2017-18:  GAMTEL (2)
- 2018-19:  Brikama United (2)
- 2019-20: Cancel·lat[2]
- 2020-21:  Fortune FC (1)
- 2021-22:  Hawks (3)
- 2022-23:  Real de Banjul (12)